# Nomenclature symbolique des glycanes
 (mai 2024).
La mise en forme du texte ne suit pas les recommandations de Wikipédia : il faut le « wikifier ».
Les points d'amélioration suivants sont les cas les plus fréquents. Le détail des points à revoir est peut-être précisé sur la page de discussion.
- Les titres sont pré-formatés par le logiciel. Ils ne sont ni en capitales, ni en gras.
- Le texte ne doit pas être écrit en capitales (les noms de famille non plus), ni en gras, ni en italique, ni en « petit »…
- Le gras n'est utilisé que pour surligner le titre de l'article dans l'introduction, une seule fois.
- L'italique est rarement utilisé : mots en langue étrangère, titres d'œuvres, noms de bateaux, etc.
- Les citations ne sont pas en italique mais en corps de texte normal. Elles sont entourées par des guillemets français : « et ».
- Les listes à puces sont à éviter, des paragraphes rédigés étant largement préférés. Les tableaux sont à réserver à la présentation de données structurées (résultats, etc.).
- Les appels de note de bas de page (petits chiffres en exposant, introduits par l'outil «  Source ») sont à placer entre la fin de phrase et le point final[comme ça].
- Les liens internes (vers d'autres articles de Wikipédia) sont à choisir avec parcimonie. Créez des liens vers des articles approfondissant le sujet. Les termes génériques sans rapport avec le sujet sont à éviter, ainsi que les répétitions de liens vers un même terme.
- Les liens externes sont à placer uniquement dans une section « Liens externes », à la fin de l'article. Ces liens sont à choisir avec parcimonie suivant les règles définies. Si un lien sert de source à l'article, son insertion dans le texte est à faire par les notes de bas de page.
- La présentation des références doit suivre les conventions bibliographiques. Il est recommandé d'utiliser les modèles {{Ouvrage}}, {{Chapitre}}, {{Article}}, {{Lien web}} et/ou {{Bibliographie}}. Le mode d'édition visuel peut mettre en forme automatiquement les références.
- Insérer une infobox (cadre d'informations à droite) n'est pas obligatoire pour parachever la mise en page.

Pour une aide détaillée, merci de consulter Aide:Wikification.
Si vous pensez que ces points ont été résolus, vous pouvez retirer ce bandeau et améliorer la mise en forme d'un autre article.

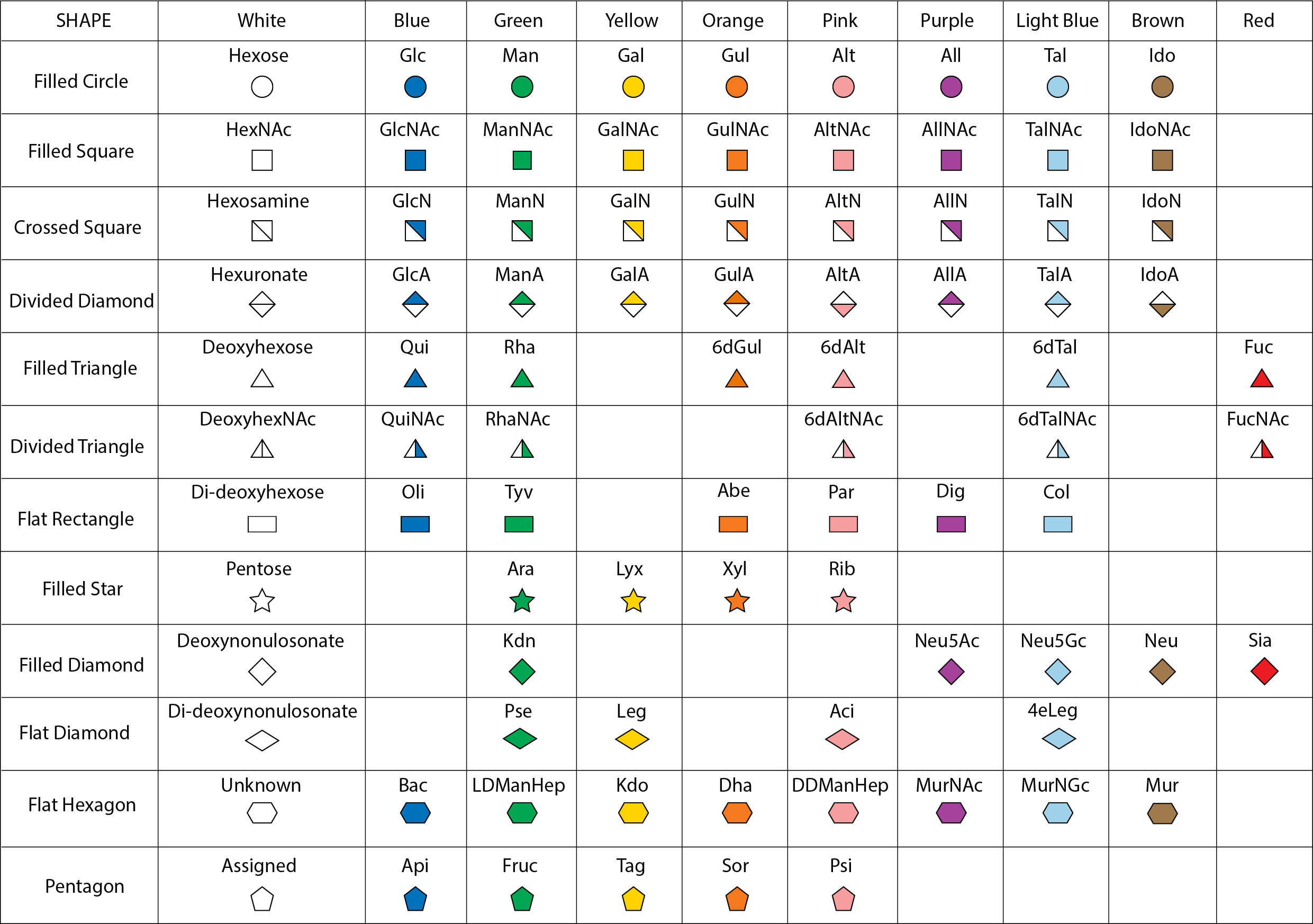
Code couleur des monosaccharides dans la nomenclature symbolique des glycanes (SNFG)

La nomenclature symbolique des glycanes (SNFG) est une norme pour la représentation des monosaccharides simples et des glucides complexes (glycanes) à l'aide de diverses formes géométriques, de code couleur ainsi que d'ajouts de texte définis,. Il est hébergé par le Centre national d'information sur la biotechnologie sur la page NCBI-Glycans. Il est organisé par un groupe international de chercheurs dans le domaine, collectivement appelés le groupe de discussion SNFG. L’objectif global du SNFG est de :
1. Faciliter les communications et les présentations sur les monosaccharides et les glycanes pour les chercheurs en glycosciences, ainsi que pour les scientifiques et étudiants moins familiers avec le domaine.
2. Garantir une utilisation uniforme de la nomenclature dans la littérature, contribuant ainsi à garantir l’exactitude scientifique des publications dans les revues et en ligne.
3. Continuer à développer le SNFG et ses applications pour faciliter une utilisation plus large par la communauté scientifique.

## Description et exemples
Le SNFG consiste en un tableau qui fournit des symboles de couleurs pour divers monosaccharides couramment retrouvés dans la nature. Il comprend également un ensemble de notes de bas de page décrivant les règles de rendu des glycanes, y compris des instructions sur la manière de modifier les symboles de base représenté dans le tableau. Ces notes de bas de page sont organisées en 10 thèmes qui fournissent des recommandations simplifiées pour : i. l'utilisation générale du SNFG; ii. le code couleurs CMJN / RVB; iii. les couleurs et la formes des symboles; iv. la configurations des cycles; v. la présentation des liens glycosidiques; vi. les acides sialiques; vii. la modifications des glycanes; viii. les substitutions aminés; ix. la gestions des glycanes ambigus ou partiellement définis; et X. représenter des entités non glycosidiques à l'aide de rendus SNFG. Plus de détails sont disponibles sur la page Web principale du SNFG, qui est périodiquement mise à jour avec des instructions supplémentaires.

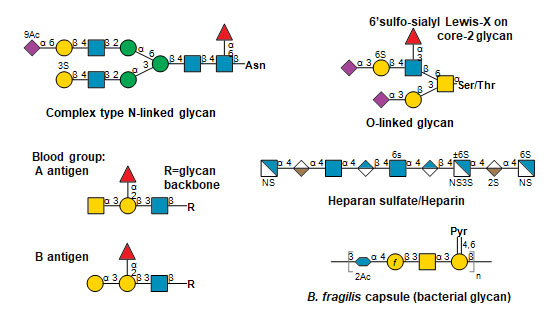
Exemples d'utilisation de SNFG

Les monosaccharides peuvent être liés entre eux pour décrire des structures glucosidiques complexes ou glycanes. Des cas plus exhaustifs pour les espèces de mammifères, d'autres eucaryotes, les plantes et les microbes sont examinés sur la page principale du SNFG.

## Logiciel
Plusieurs outils logiciels ont été développés pour soutenir la mise en œuvre du SNFG par la communauté :
1. GlycoGlyph : Un outil open source de dessin et de dénomination de glycanes qui permet de dessiner des glycanes au format SNFG en utilisant soit une interface utilisateur graphique, soit à partir de noms au format de nomenclature linéaire CFG. Lorsque les structures sont dessinées, l'application produit à la fois le nom linéaire CFG et le GlycoCT qui peuvent à leur tour être utilisés pour obtenir les numéros d'identification GlyTouCan du glycane[5].
2. 3D-SNFG : Pour la représentation en 3 dimensions de sucre en modèle SNFG. Ici, les monosaccharides sont représentés sous forme de grandes formes ou d’icônes centrées dans les cycles[6].
3. DrawGlycan-SNFG : pour la conversion d'identifiant IUPAC directement en représentation SNFG[7].
4. GlycanBuilder2 : une version autonome de GlycanBuilder qui prend en charge la nomenclature SNFG étendue[8].
5. Sugarsketcher : Un outil Web intuitif de glisser-déposer pour le rendu des images SNFG[9].

La nomenclature SNFG a également été adoptée comme norme par les principales bases de données et revues des sciences biomédicales.

## Histoire
En 1978, Stuart Kornfeld et ses collègues de la faculté de médecine de l'Université de Washington ont présenté un système de représentation symbolique des glycanes des vertébrés. Ce système a gagné en popularité lorsqu'il a été implémenté comme méthode de base pour la représentation des glycanes dans le manuel NCBI Essentials of Glycobiology édité par Ajit Varki (Université de Californie, San Diego) et ses collègues. Alors que la première édition de ce texte publiée en 1999 utilisait des symboles en noir et blanc similaires au système de Kornfeld, la couleur a été introduite dans la deuxième édition du texte (2009). L’avantage de la couleur est que différents stéréoisomères de monosaccharides peuvent désormais être représentés en utilisant la même forme, mais avec des couleurs différentes. Le système de représentation des glucides a été adopté et largement diffusé par de nombreuses personnes, y compris le Consortium for Functional Glycomics financé par le NIGMS, et a donc été souvent appelé « Nomenclature CFG ». Cette représentation des couleurs a été considérablement élargie dans la troisième édition du texte pour inclure 49 nouveaux monosaccharides qui apparaissent principalement chez les non-vertébrés, les microbes et les plantes. Les contributions et les recommandations d'un certain nombre de scientifiques autres que les éditeurs du manuel Essentials ont été incluses dans cette version, et la publication du système élargi de symboles des glycanes a été coordonnée avec le comité de la nomenclature des glucides de l'IUPAC. Pour le développement à long terme de cette nomenclature de symboles et la standardisation de la représentation des glycanes dans les Glycosciences, en 2015, les éditeurs d'Essentials ont suggéré que la représentation soit officiellement appelée SNFG (« Symbol Nomenclature For Glycans ») et que le développement futur soit confié à une communauté mondiale. de scientifiques. Pour faciliter ce développement, chacun des symboles de monosaccharides SNFG a été lié aux entrées PubChem du NCBI/NLM et un site Web dédié au NCBI a été créé pour les futures mises à jour du SNFG. Ainsi, le développement du SNFG est actuellement entrepris par une communauté internationale de scientifiques appelée le groupe de discussion SNFG.